# Premi Princesa d'Astúries de la Concòrdia
El Premi Príncep d'Astúries de la Concòrdia serà concedit a aquella persona o persones, o institució la tasca de la qual hagi contribuït de forma exemplar i rellevant a l'enteniment i a la convivència en pau entre els homes, a la lluita contra la injustícia, la pobresa, la malaltia, la ignorància o a la defensa de la llibertat, o que hagi obert nous horitzons al coneixement o s'hagi destacat, també de manera extraordinària, en la conservació i protecció del patrimoni de la Humanitat.

## Llista de guardonats
- 2020 Els treballadors sanitaris a primera línia contra COVID-19
- 2019 Gdansk
- 2018 Sylvia Earle
- 2017 Unió Europea[1]
- 2016 Aldees Infantils SOS[2]
- 2015 Orde Hospitalari de Sant Joan de Déu[3][4]
- 2014 Caddy Adzuba[5]
- 2013 ONCE[6]
- 2012 Federació espanyola del Banc d'Aliments
- 2011 Herois de Fukushima
- 2010 Mans Unides
- 2009 La ciutat de Berlín
- 2008 Ingrid Betancourt
- 2007 Yad Vashem, Museu de l'Holocaust de Jerusalem
- 2006 UNICEF
- 2005 Filles de la Caritat de Sant Vicenç de Paül
- 2004 El Camino de Santiago
- 2003 Joanne Kathleen Rowling
- 2002 Daniel Barenboim i Edward Said
- 2001 Xarxa Mundial de Reserves de la Biosfera
- 2000 Real Academia Española i Asociación de Academias de la Lengua Española
- 1999 Càritas espanyola
- 1998 Nicolás Castellanos, Vicenç Ferrer, Joaquín Sanz Gadea i Muhammad Yunus
- 1997 Yehudi Menuhin i Mstislav Rostropóvitx
- 1996 Adolfo Suárez
- 1995 Hussein I de Jordània
- 1994 Mensajeros de la Paz, Movimento Nacional de Meninos e Meninas de Rua i Save the Children
- 1993 Coordinadora Gesto por la Paz d'Euskal Herria
- 1992 Fundació Americana per la Investigació sobre la Sida (amfAR)
- 1991 Metges Sense Fronteres i Medicus Mundi
- 1990 Comunitats Sefardites
- 1989 Stephen Hawking
- 1988 Unió Internacional per la Conservació de la Natura i Fons Mundial per la Natura
- 1987 Villa El Salvador
- 1986 Vicaría de la Solidaridad de Xile